# Pablo Ben Yakov
Pablo Ben Yakov (auch Pablo Ben-Yakov, * 30. März 1986 in Saarbrücken) ist ein deutscher Schauspieler und Regisseur.

## Leben
Pablo Ben Yakov ist der Sohn von Alice Hoffmann. Seine erste Rolle spielte er in der 1995 ausgestrahlten SR-Kinderkrimi-Serie Hart an der Grenze (Regie: Alexander Kern). Es folgten Hauptrollen in Kurzfilmen, der Serie Ein ehrenwertes Haus (Regie: Maurice Phillipe Remy), im Münchner Tatort (Regie: Vivian Naefe) und TV-Spielfilmen wie Der Sommer mit Boiler (Regie: Anna Justice) oder Sieben Tage im Paradies (Regie: Dietmar Klein). Ben Yakov hatte weitere Rollen in Serien wie Ein Fall für Zwei, Die Wache, SOKO Leipzig, Wilsberg, SOKO 5113 und 112 – Sie retten dein Leben. Sein Kino-Debüt gab er mit Alles Bob von O. A. Jahrreis. Eine Kinorolle übernahm Pablo Ben Yakov als Lukas Hoffmann im Film Gegenüber (Regie: Jan Bonny), der 2007 in Cannes Premiere feierte. 
2018 hat sein Dokumentarfilm Lord of the Toys die Goldene Taube, den Hauptpreis des Leipziger Dok-Festivals, gewonnen.

## Filmografie

### Fernsehen
- 1996: Greenhorn
- 1997: Klassenziel Mord
- 1998: Ein ehrenwertes Haus (Episodenrolle)
- 2000: Der Sommer mit Boiler
- 2000: Siska – Sonjas Freund
- 2000: Tatort: Kleine Diebe
- 2001: Sieben Tage im Paradies
- 2003: SOKO Leipzig – Verhängnisvolle Heimkehr
- 2004: Ein Fall für zwei – Doppeltes Spiel
- 2004: SK Kölsch – Der Letzte der Hippies
- 2004: SOKO 5113 – Der Meisterdetektiv
- 2005: Die Wache – Die Vergeltung
- 2006: Stadt Land Mord!
- 2006: Stubbe – Von Fall zu Fall: Schwarze Tulpen
- 2007: Das Traumhotel – Dubai – Abu Dhabi
- 2008: Wilsberg: Interne Affären
- 2008: 112 – Sie retten dein Leben
- 2008: Ein Fall für zwei – Bittere Erkenntnis
- 2008: SOKO Köln – Das Wunderkind
- 2009: Der Alte: Dunkelziffer
- 2014: Heldt – Kopfgeld
- 2018: Tatort: Schlangengrube

### Kino
- 1999: Alles Bob!
- 2007: Gegenüber
- 2013: Good Soil (Schnitt)
- 2024: Joana Mallwitz – Momentum (Schnitt)

### Als Regisseur
- 2018: Lord of the Toys
- 2023: Goldhammer